# Potentilla multifolioliata
Potentilla multifolioliata là loài thực vật có hoa trong họ Hoa hồng. Loài này được (Torr.) Kearney & Peebles miêu tả khoa học đầu tiên năm 1939.